# Deutsche Schwimmmeisterschaften 1959
Die 71. Deutschen Meisterschaften im Schwimmen fanden 1959 im Stadionbad in Neustadt an der Weinstraße statt.
| Disziplin           | Männer                | Männer           | Männer | Frauen            | Frauen              | Frauen |
| Disziplin           | Name                  | Verein           | Zeit   | Name              | Verein              | Zeit   |
| ------------------- | --------------------- | ---------------- | ------ | ----------------- | ------------------- | ------ |
| 100 m Freistil      | Horst Bleeker         | BSC 85 Bremen    | 0:59,9 | Ursel Brunner     | SV Nikar Heidelberg |        |
| 200 m Freistil      | Hans Zierold          |                  |        |                   |                     |        |
| 400 m Freistil      | Hans Zierold          |                  |        | Ursel Brunner     | SV Nikar Heidelberg |        |
| 1500 m Freistil     | Hans-Joachim Klein    | DSW 12 Darmstadt |        |                   |                     |        |
| 200 m Brust         | Hans-Joachim Tröger   | MSV München      |        | Wiltrud Urselmann | Krefeld             |        |
| 100 m Rücken        | Ernst-Joachim Küppers | Waspo Nordhorn   | 1:07,3 | Helga Schmidt     | Oldenburger SV      |        |
| 200 m Rücken        | Ernst-Joachim Küppers | Waspo Nordhorn   |        | Helga Schmidt     | Oldenburger SV      |        |
| 200 m Schmetterling | Hermann Lotter        | MSV München      |        |                   |                     |        |